# Ruitkrokodil
De ruitkrokodil of Cubaanse krokodil (Crocodylus rhombifer) is een krokodilachtige uit de familie echte krokodillen (Crocodylidae) en de onderfamilie Crocodylinae.
Het is een middelgrote soort die een lichaamslengte bereikt van drie tot vier meter. De lichaamskleur is grijsbruin tot bruin met opvallende lichtere tot gele vlekken. Jongere dieren zijn gelig gekleurd en hebben zwarte vlekken. De ruitkrokodil is voornamelijk te herkennen aan de relatief korte schedel. De schubben op de achterpoten zijn sterk gekield en ruitvormig waaraan de Nederlandstalige naam te danken is.
De ruitkrokodil wordt al sinds lange tijd bejaagd om het vlees en tevens om de huid die kan worden verwerkt tot krokodillenleer. De krokodil heeft een klein verspreidingsgebied en komt alleen voor op het Caribische eiland Cuba. Het is een van de sterkst bedreigde dieren ter wereld, er zijn ongeveer 4000 exemplaren in het wild.

## Naamgeving en taxonomie
De wetenschappelijke naam van de ruitkrokodil werd voor het eerst voorgesteld door Georges Cuvier in 1807. Oorspronkelijk werd de naam Crocodilus rhombifer gebruikt, later werd de geslachtsnaam veranderd naar Crocodylus. De soortaanduiding rhombifer betekent vrij vertaald 'ruitdragend'. Er worden geen ondersoorten erkend zoals bij andere krokodilachtigen het geval is.
De Nederlandstalige naam Cubaanse krokodil slaat op het verspreidingsgebied binnen de landsgrenzen van Cuba en de naam ruitkrokodil verwijst naar de ruitvormige schubben op onder andere de achterpoten. Ook de wetenschappelijke soortaanduiding rhombifer betekent vrij vertaald 'ruit-dragend'. De ruitkrokodil behoort tot de familie echte krokodillen (Crocodylidae) en is een typische vertegenwoordiger die een met andere soorten krokodillen vergelijkbare lichaamsbouw heeft.

## Uiterlijke kenmerken

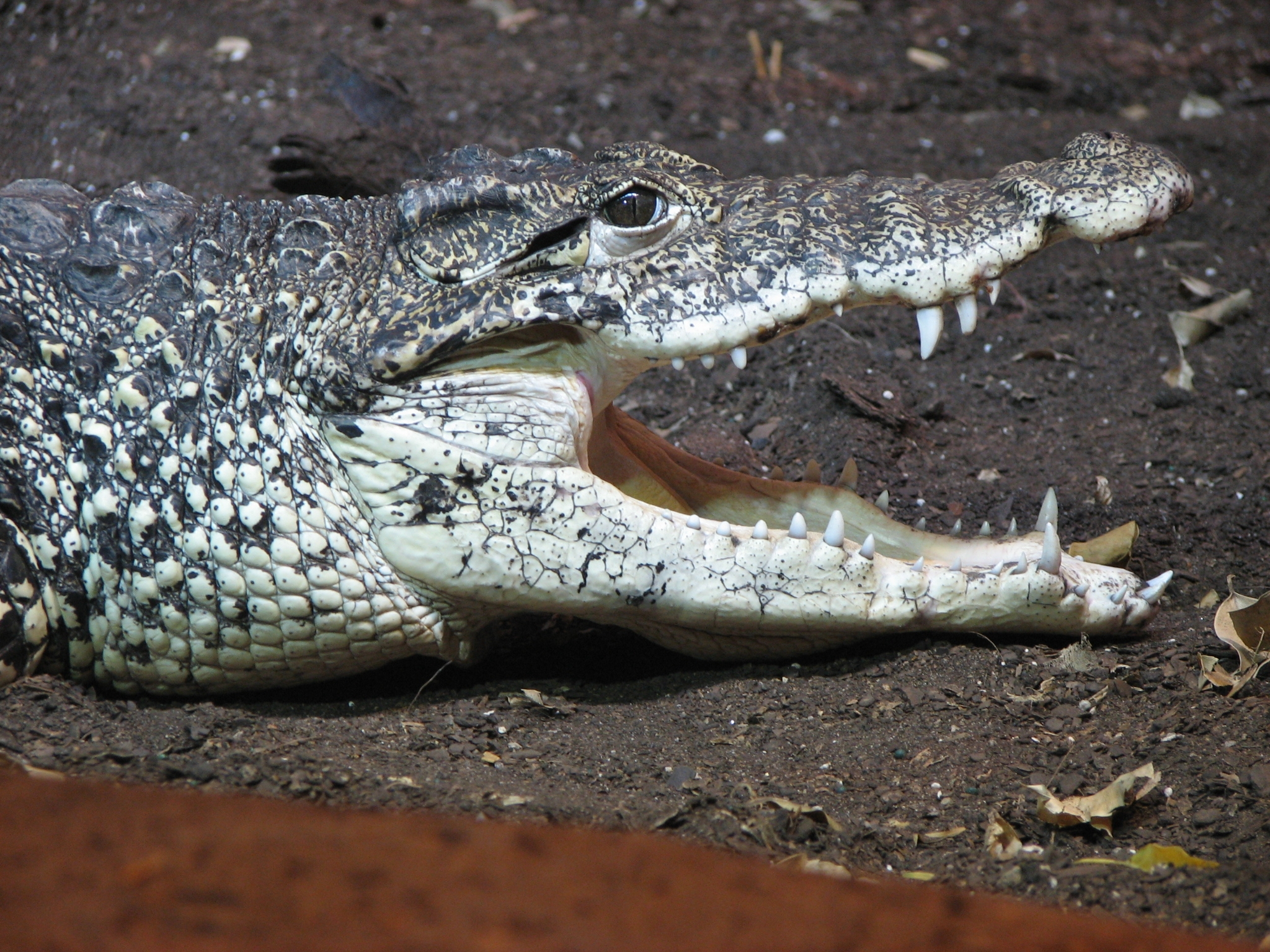
Detail van de kop.

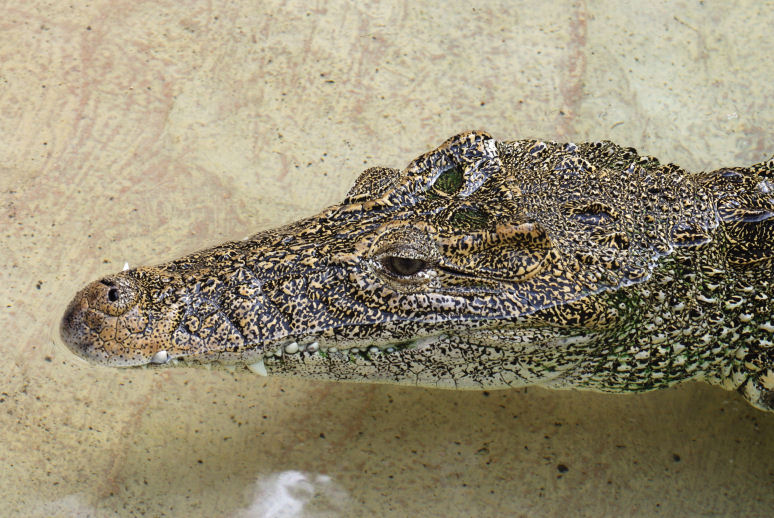
Jongere exemplaren hebben een overwegend gele kleur.

De ruitkrokodil is een middelgrote soort die een lichaamslengte bereikt van ongeveer 3,5 meter inclusief de staart. Dergelijke exemplaren hebben een lichaamsgewicht van ongeveer 130 kilo. In vroeger tijden kwamen grotere exemplaren voor, vermoedelijk tot wel vijf meter, maar dergelijke grote individuen worden niet meer aangetroffen.
De ruitkrokodil heeft een breed lichaam met op de rug drie rijen langwerpige opstaande randen. De flanken en buik zijn sterk gevlekt, ook bij de oudere exemplaren die veel donkerder van kleur zijn. Hieraan heeft de soort de Engelse naam 'parelkrokodil' aan te danken.
Juvenielen zijn duidelijk lichter gekleurd dan de volwassen exemplaren en hebben een lichtgroene tot goudgele basiskleur met zwarte vlekken en strepen. Op het lichaam komen vaak vlekken voor, de staart is gevlekt of zwart gebandeerd. Juvenielen hebben vaak een schaakbord-achtige tekening op de bovenzijde van de rug.
De kop is korter dan die van andere echte krokodillen, maar lijkt niet op die van een alligator. De benen brug tussen de ogen is in vergelijking met andere krokodillen relatief hoog.
Het aantal tanden varieert van 66 tot 68; 5 rijen voortanden (premaxillair) en 13 of 14 rijen tanden (maxillair) in de bovenkaak en 15 rijen kiezen (mandibulair) in de onderkaak. De achterste kiezen zijn opvallend stomp wat te maken heeft met de voedselvoorkeur.
De voorpoten zijn kleiner dan de achterpoten, de achterpoten zijn bijzonder krachtig zodat de krokodil snel kan rennen en zelfs sprongen kan maken. De voorpoten hebben bij de voortbeweging over land een meer sturende functie terwijl de achterpoten het lichaam als het ware voortduwen. De achterpoten zijn in tegenstelling tot andere krokodillen niet voorzien van zwemvliezen, wat de meer terrestrische levenswijze verraad. Aan de achterzijde van de achterpoten zijn enkele opvallende, sterk gekielde schubben aanwezig. Deze zijn karakteristiek voor de soort en vanwege de ruitvorm is hieraan de Nederlandse naam te danken. De staart is iets korter dan het lichaam en is vaak donker gebandeerd. De staart draagt met name aan de uiteinden verhoogde en sterk gekielde schubben.

## Levenswijze
In vergelijking met andere krokodilachtigen is de ruitkrokodil meer aangepast op het land, en kan snel rennen door hoog op de poten te staan. Tevens is de ruitkrokodil in staat om heuse sprongen te maken en zo zijn prooi te bespringen. De krokodil is niet lang maar heeft een sterk en krachtig lichaam. Er is beschreven dat ook dieren op overhangende takken niet veilig zijn. De krokodil kan uit het water springen om prooien te grijpen waarbij gebruik wordt gemaakt van de voortstuwing van de krachtige staart.
De ruitkrokodil neemt vaak een zonnebad om de lichaamstemperatuur te verhogen. De krokodil is koudbloedig en wordt sneller naarmate de lichaamstemperatuur hoger wordt. Op het heetst van de dag wordt de schaduw of het water opgezocht.
De ruitkrokodil is een op het zoete water aangepaste soort die leeft in de binnenlanden. De krokodil heeft enige tolerantie voor zout en de soort wordt hierdoor ook wel in licht brak water aangetroffen. Zeewater is echter te zout, de ruitkrokodil is slechts zelden in zee aangetroffen.

### Voedsel

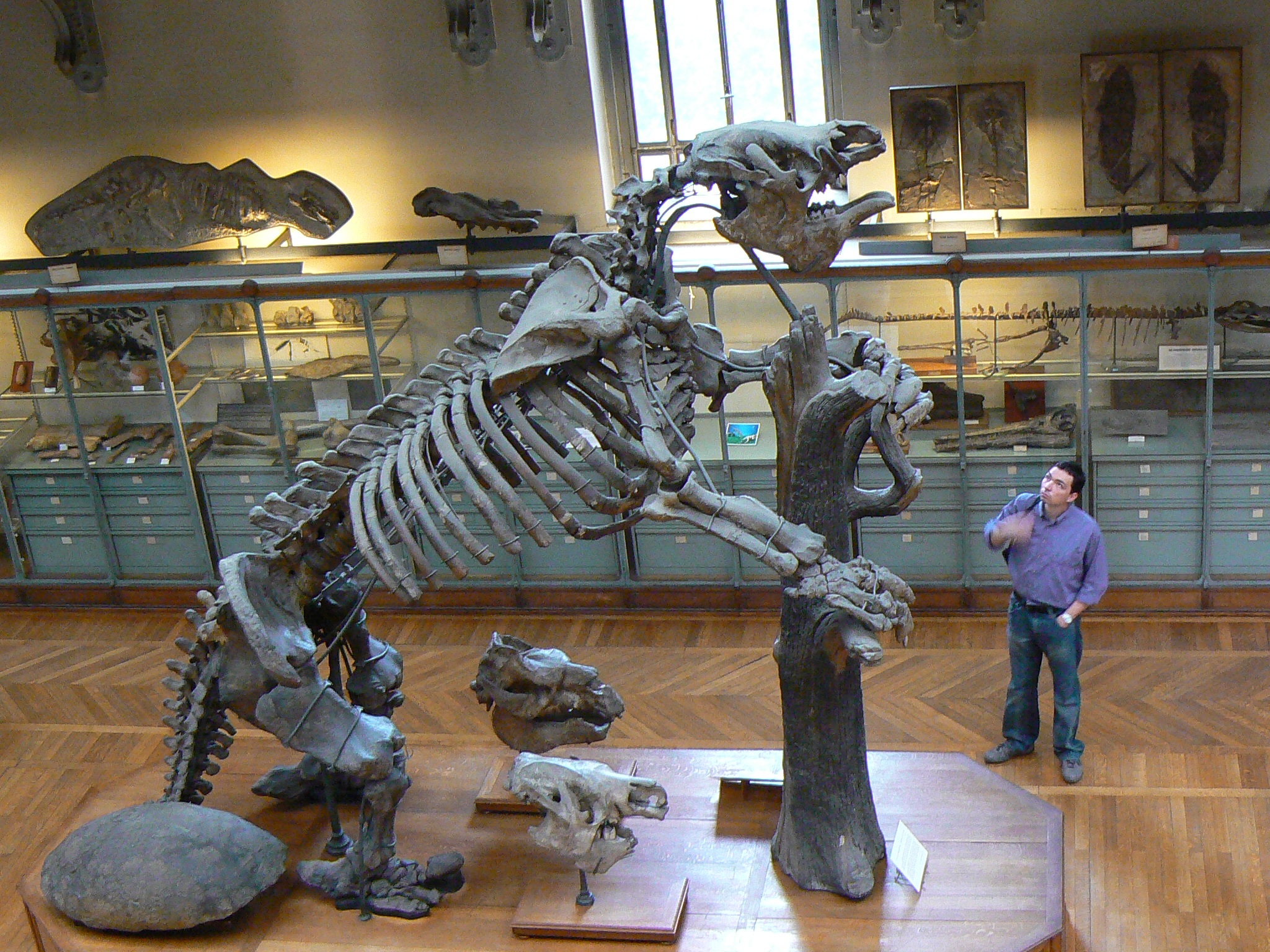
De uitgestorven grondluiaards stonden vroeger waarschijnlijk op het menu. Afgebeeld is een van de grootst bekende soorten; Megatherium americanum.

De ruitkrokodil heeft door zijn kleinere formaat ook wat kleinere prooien op het menu staan. Een echte voorkeur heeft de krokodil niet als het gaat om voedsel; alles wat hij aan kan en eetbaar is wordt gegrepen. De voorkeur gaat uit naar vissen en schildpadden maar ook vogels en kleinere zoogdieren worden gegeten. Zoogdieren vormen echter een uitzondering, de krokodil kan ook geen grotere zoogdieren aan zoals de veel grotere nijlkrokodil. De tanden van de ruitkrokodil zijn aan de achterzijde van de schedel opvallend stomp, wat handig is om de zeer harde schilden van schildpadden te kraken.
Wetenschappers vermoeden dat de specialisatie van de tanden oorspronkelijk was ontwikkeld om een heel andere prooi buit te maken. De ruitkrokodil leefde vroeger samen met vertegenwoordigers van de inmiddels uitgestorven grondluiaards. Fossiele resten doen vermoeden dat deze luiaards ooit de belangrijkste prooi waren van de krokodil, wat ook de sterke achterpoten en het ontbreken van zwemvliezen aan de tenen zou verklaren.
Juveniele exemplaren leven voornamelijk van kleine ongewervelden zoals insecten, en verder van kleine vissen. Naarmate ze ouder en groter worden eten ze steeds grotere prooien. In dierentuinen wordt de ruitkrokodil vaak met konijnen en vissen gevoerd.

### Voortplanting en ontwikkeling
De ruitkrokodil is net als alle andere krokodilachtigen eierleggend. De vrouwtjes maken geen broedhopen zoals sommige krokodillen, maar graven holen waarin de eieren worden afgezet en vervolgens worden toegedekt. Het aantal eieren per nest is afhankelijk van de leeftijd en de grootte van het vrouwtje. Het aantal eieren neem namelijk toe naarmate zij ouder wordt en kan variëren van 30 tot 40 exemplaren en oplopen tot 60 eieren per nest. Het ei is ongeveer 5 tot 7,6 centimeter lang en heeft een gemiddeld gewicht van 112 gram. Het geslacht van de nakomelingen wordt bepaald door de omgevingstemperatuur. Mannetjes ontstaan bij een nesttemperatuur van 30 tot 32 graden Celsius en vrouwtjes bij een lagere of hogere nesttemperatuur. De juvenielen komen na twee tot drie maanden uit. Het grootste deel van de eieren en jonge krokodillen wordt opgegeten door vijanden als vogels, reptielen en zoogdieren. Kannibalisme is echter ook een veelvoorkomend verschijnsel.
Van de ruitkrokodil zijn hybriden bekend met de spitssnuitkrokodil (Crocodylus acutus), die in grote delen van Midden-Amerika en de Caraïben voorkomt. Nakomelingen van deze twee soorten hebben weleens de snuit- en schedelvorm van de spitssnuitkrokodil maar de lichaamskleur met gele vlekken van de ruitkrokodil. De ruitkrokodil kan zich ook kruisen met de Siamese krokodil (Crocodylus siamensis).
De ruitkrokodil kan een leeftijd bereiken van ongeveer 50 tot 75 jaar.

## Verspreiding en habitat

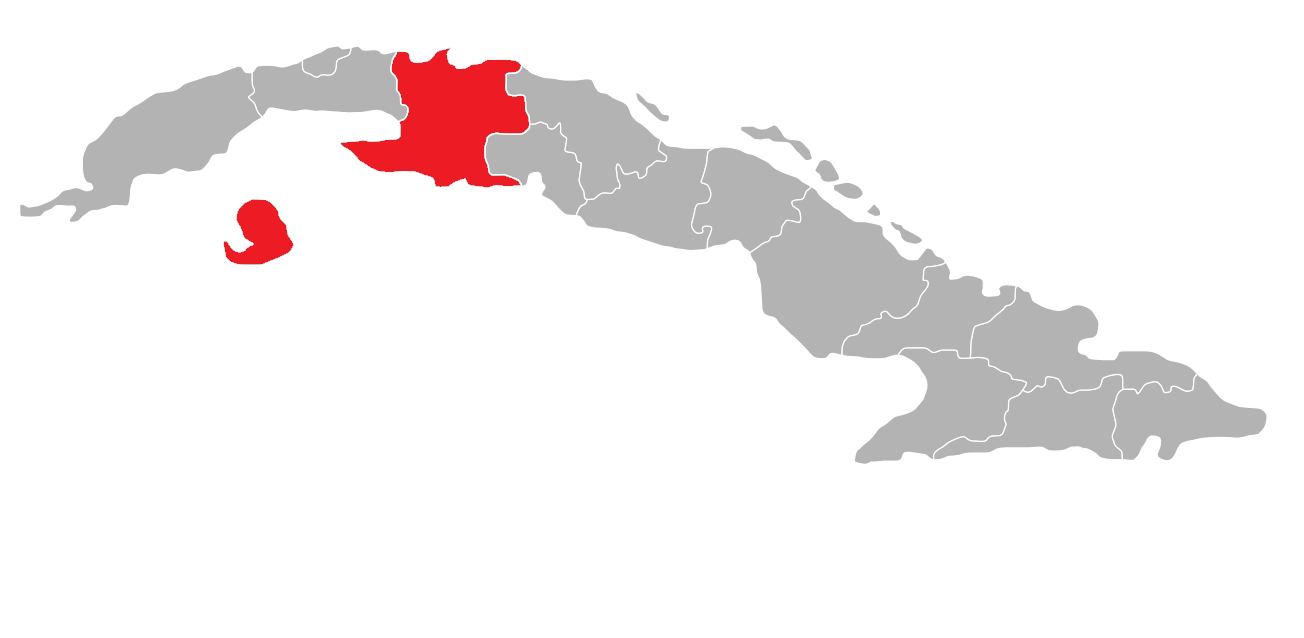
Verspreidingsgebied op het vasteland van Cuba en Isla de la Juventud in het rood, alleen de provincies waar de soort voorkomt zijn aangegeven en niet het exacte verspreidingsgebied.

De ruitkrokodil komt voor in delen van het Caribisch Gebied en leeft endemisch op het eiland Cuba. De krokodil komt echter niet op het gehele eiland voor, maar bewoont twee verschillende verspreidingsgebieden. Het grootste is het waterrijke, natte gedeelte van het Zapatamoeras in het noordwesten van het eiland Cuba in een gebied van ongeveer 360 vierkante kilometer.
Het tweede deel van het areaal beslaat een deel van het moeras aan de zuidzijde van zuidelijk van Cuba gelegen eilandje Isla de la Juventud, en heeft een oppervlakte van ongeveer 35 vierkante kilometer. Dit moeras wordt in het Engels wel Lanier Swamp genoemd.
De ruitkrokodil kwam tot vrij recentelijk ook voor op de Kaaimaneilanden en op de Bahama's. Hier is de soort echter uitgestorven. Vroeger kwam de ruitkrokodil ook voor op Grand Cayman, aangezien hier subfossiele exemplaren zijn aangetroffen. Subfossiel betekent dat de resten al vrij oud zijn maar nog geen volledig fossilisatieproces hebben ondergaan. Pas na honderdduizenden tot tientallen miljoenen jaren kan men spreken over volledige fossilisatie. De resten van de ruitkrokodil op Grand Cayman Island zijn ongeveer 800 jaar oud. Het is echter onbekend of de soort hier tegenwoordig nog voorkomt.
De habitat bestaat uit zoetwatermoerassen, vijvers, vennen, veengebieden, rivieren en kanalen. 

## Bedreiging door de mens

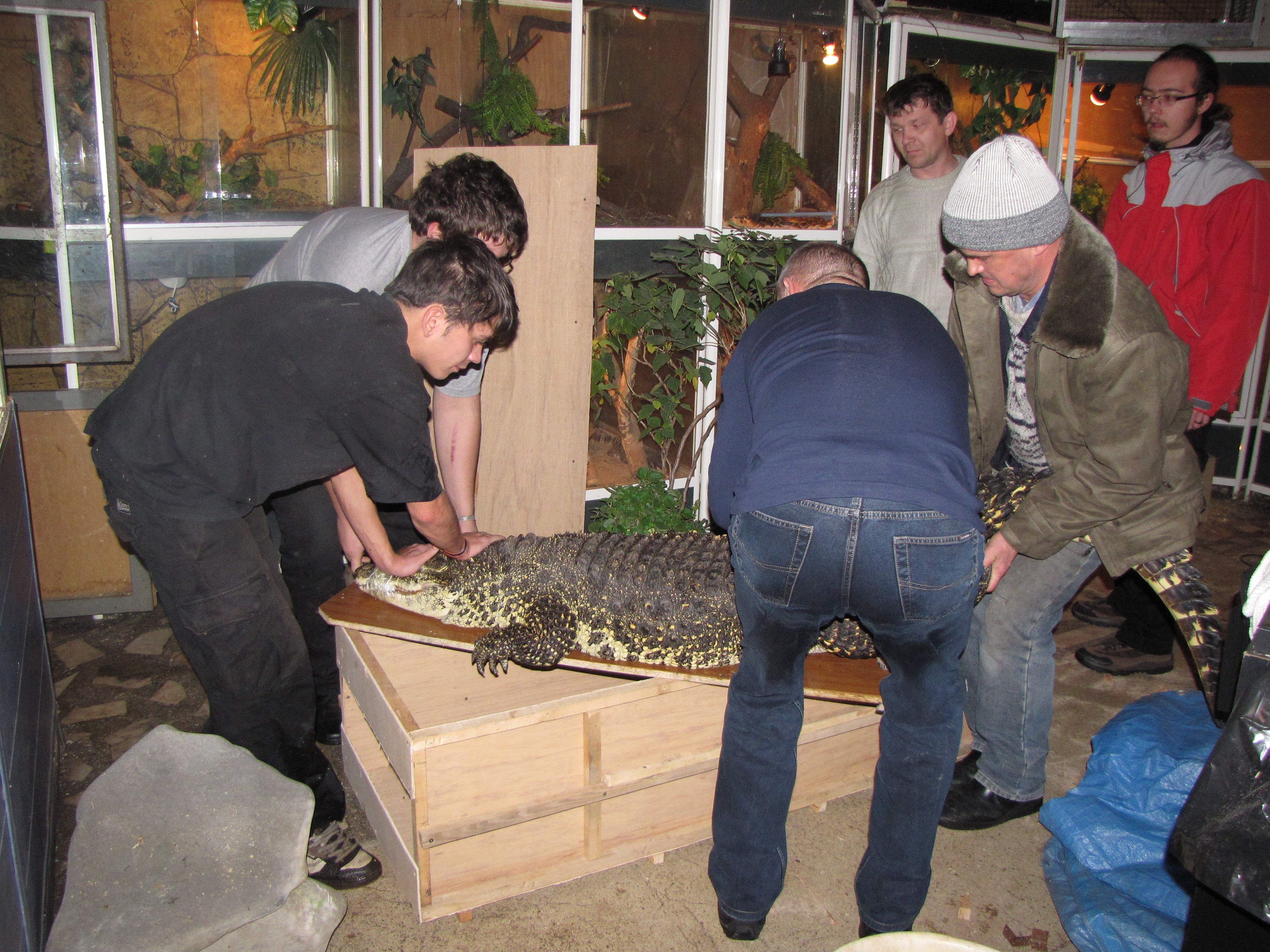
Een exemplaar wordt gehanteerd in een dierentuin.

Door de IUCN wordt de ruitkrokodil beschouwd als een soort die een kritieke status heeft (CR of Critically Endangered). Van alle krokodillen heeft de ruitkrokodil het kleinste verspreidingsgebied, het aantal in het wild levende exemplaren wordt geschat op 3000 tot 5000. 
De belangrijkste reden voor de achteruitgang van de soort zijn verschillende menselijke activiteiten in het leefgebied van de soort. Voorbeelden zijn de houtkap en de winning van de fossiele brandstof houtskool. De ruitkrokodil wordt daarnaast actief bejaagd om de huid en het vlees. De huid bevat relatief weinig benige insluitingen (osteodermen) en is daardoor zeer geschikt voor de productie van krokodillenleer. Van het leer worden onder andere portemonnees, handtassen, riemen en laarzen gemaakt. Het vlees wordt beschouwd als een delicatesse. De ruitkrokodil wordt in verschillende zogenaamde krokodillenfarms gekweekt om de huid en het vlees, enkele van dergelijke kwekerijen hebben een CITES- goedkeuring voor de export van dergelijke producten.
De ruitkrokodil heeft zijn kleine verspreidingsgebied tegen; er zijn maar weinig ongerepte delen natuur in het oorspronkelijke areaal. Het eiland Cuba is geografisch afgelegen maar is ook al sinds lange tijd politiek gezien geïsoleerd. Hierdoor is het onduidelijk hoe het gaat met de soort in delen van het areaal. Een voorbeeld zijn waarnemingen van de ruitkrokodil op Cayman Brac en Grand Cayman, welke nog niet zijn bevestigd. Zowel concurrentie met geïntroduceerde soorten als met hybriden tussen andere soorten doen de populatiedichtheden van de krokodil geen goed. Een voorbeeld van een uitgezette krokodil die concurreert met de ruitkrokodil is een ondersoort van de brilkaaiman (Caiman crocodilus fuscus).